# Tribune Media Services
Tribune Media Services è una società statunitense di syndication appartenente alla Tribune Company.
La società ha sede a Chicago. È stata fondata dai fratelli Patterson come syndacate del Chicago Tribune, di cui erano proprietari.
Ha successivamente acquisito anche il New York News e modificandone il nome in Tribune-News Syndacate. Nel 2000 si è fuso con il Los Angeles Times Syndacate e ha assunto l'attuale nome.

## Fumetti
Prima della seconda guerra mondiale il Tribune-News era il secondo più importante "syndacate" americano, il maggior rivale del King Features Syndacate di William Randolph Hearst. Le più famose strisce che distribuiva erano Dick Tracy, Little Orphan Annie, Gasoline Alley, Terry e i Pirati, Brenda Starr, The Gumps, Winnie Winkle, Mary Perkins, On Stage. Queste storie sono state distribuite solo in modo saltuario in Italia.